# Ногейра-да-Режедора
Ногейра-да-Режедора (порт. Nogueira da Regedoura; МФА: [nu.ˈgɐj.ɾɐ dɐ ʁɨ.ʒɨ.ˈdo.ɾɐ]) — парафія в Португалії, у муніципалітеті Санта-Марія-да-Фейра. Розташована в західній частині країни, на теренах історичної португальської провінції Бейра. Входить до складу округу Авейру. За адміністративним поділом, чинним до 1976 року, терени парафії були складовою провінції Берегове Дору. Належить до Авейрівської діоцезії Католицької церкви. Патрон — святий Христофор. Площа — 5,0992 км². Населення — 5790 ос. (2011). Середньо урбанізований регіон. Густота населення — 1135,47 осіб/км²
. Код — 010917.

## Географія

Санта-Марія-да-Фейра (2013)
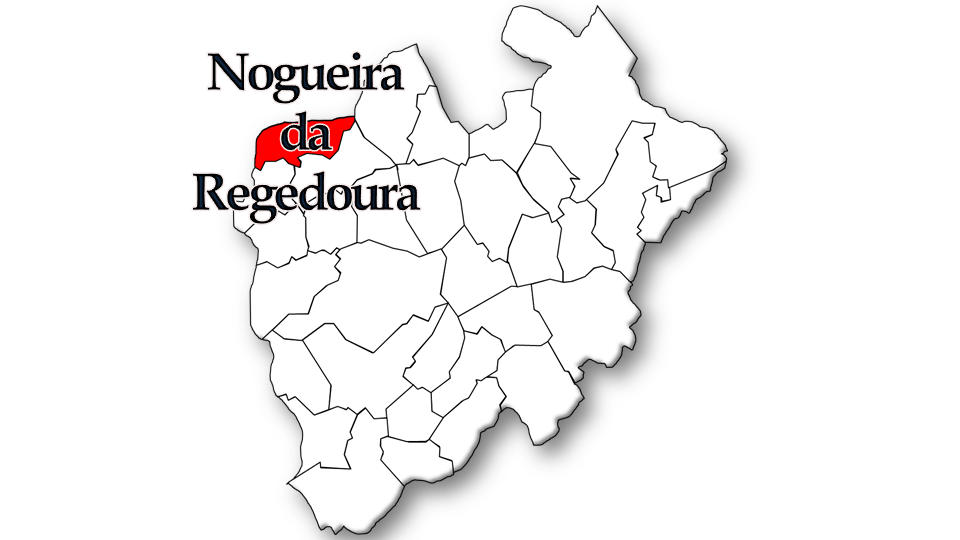
Ногейра-да-Режедора

## Населення
| Кількість мешканців | Кількість мешканців | Кількість мешканців | Кількість мешканців | Кількість мешканців | Кількість мешканців | Кількість мешканців | Кількість мешканців | Кількість мешканців | Кількість мешканців | Кількість мешканців | Кількість мешканців | Кількість мешканців | Кількість мешканців | Кількість мешканців |
| ------------------- | ------------------- | ------------------- | ------------------- | ------------------- | ------------------- | ------------------- | ------------------- | ------------------- | ------------------- | ------------------- | ------------------- | ------------------- | ------------------- | ------------------- |
| 1864                | 1878                | 1890                | 1900                | 1911                | 1920                | 1930                | 1940                | 1950                | 1960                | 1970                | 1981                | 1991                | 2001                | 2011                |
| 1 063               | 1 285               | 1 469               | 1 554               | 1 769               | 1 710               | 1 782               | 2 060               | 2 206               | 2 446               | 3 063               | 3 647               | 4 259               | 5 026               | 5 790               |